# Jörg-Peter Becker
Jörg-Peter Becker (* 4. November 1953 in Aschaffenburg) ist ein deutscher Jurist und ehemaliger Vorsitzender Richter am Bundesgerichtshof.

## Werdegang
Becker trat 1982 in den höheren Justizdienst des Freistaates Bayern ein, wo er zunächst am Landgericht Aschaffenburg, am Amtsgericht Aschaffenburg und bei der Staatsanwaltschaft Aschaffenburg tätig war. 1985 wurde er zum Staatsanwalt bei der Staatsanwaltschaft Aschaffenburg ernannt. 1988 folgte die Ernennung zum Richter am Amtsgericht und die Versetzung an das Amtsgericht Aschaffenburg. Zwischen 1988 und 1991 war Becker als wissenschaftlicher Mitarbeiter an den Bundesgerichtshof abgeordnet. Nachdem er 1992 als Richter an das Landgericht Aschaffenburg gewechselt war, trat er 1993 in den Justizdienst des Landes Sachsen-Anhalt ein. Dort war er zunächst als Richter, später als Vorsitzender Richter am Oberlandesgericht Naumburg tätig.
Im Jahre 2000 wurde Becker zum Richter am Bundesgerichtshof ernannt. Hier wurde er dem für Staatsschutzstrafsachen zuständigen 3. Strafsenat zugewiesen. Seit 2007 war er stellvertretender Vorsitzender dieses Senats.
Am 15. April 2008 wurde Becker zum Vorsitzenden Richter am Bundesgerichtshof ernannt. Das Gerichtspräsidium hat ihm den Vorsitz im 3. Strafsenat übertragen. Von Juli bis Dezember 2012 übernahm Becker im Zusammenhang mit dem Streit um die Stelle des Vorsitzenden des 2. Strafsenats zunächst zugleich den Vorsitz im 2. Strafsenat. Ab 1. Januar 2013 war er nicht mehr zugleich Vorsitzender des 3. Strafsenats, sondern hatte nur noch den Vorsitz im 2. Strafsenat inne, bis er am 1. Juli 2013 wieder den Vorsitz im 3. Strafsenat übernahm. Mit Ablauf des 31. Oktober 2018 trat Becker in den Ruhestand.